# Juan José Landaeta
Juan José Landaeta   (Caracas, 10 de març de 1780 - Cumaná, 16 d'octubre de 1814) fou un compositor veneçolà.
Segons l'historiador José Domingo Díaz, Landaeta morí a Caracas arrel del terratrèmol del 26 de març de 1812, però d'altres fons afirmen que fou afusellat per José Tomás Boves el 10 de desembre de 1814 a Cumaná, quan acompanyava a El Libertador en l'Emigració a Orient.
Fou un famós compositor veneçolà. Se li atribueix formalment l'autoria de la música del Himne Nacional de Veneçuela, Gloria al Bravo Pueblo el 1810, que el president Antonio Guzmán Blanco decretés el 1881 Hine Nacional.
Els seus pares, Juan José Landaeta i María Candelaria Arévalo eren mestissos lliures. estudià música amb Juan Manuel Olivares en l'escola del "Padre Sojo" (Pedro Palacios y Sojo 1739-1799, famós mestre de música veneçolà), component diverses cançons patriòtiques a més d'obres religioses. Projectà una escola de primeres lletres per a l'ensenyament de mestissos lliures que aconseguí el recolzament de l'Ajuntament, però hi ha dubtes que es portés a terme.
Va tenir des del principi de la revolució simpaties per la causa independentista. Així se'l veié entre els conspiradors del 19 d'abril de 1810. Aquesta passió revolucionaria el portà a compondre diverses cançons patriòtiques, entre elles una amb motiu de l'instal·lació del primer congres de Veneçuela el 1811. La lletra començava amb la frase Gloria, Americanos.
A penes caigué la primera República fou perseguit i fet presoner pels reialistes aconseguint sortir del calabós el 1813 amb l'arribada de Simón Bolívar a Caracas havent de fugir amb l'emigració a Orient el 1814, però fou apressat per Boves aquest mateix any a Cumaná i, algunes fonts diuen, que fou afusellat per aquest.
De Landaeta es coneixen les obres següents:
- Benedictus a duo, 1799.
- Salve a quatre veus, 1780.
- Pesa'm a la verge.
- Ave Maris Stella.
- Cançó patriòtica "Gloria al Bravo Pueblo" Himne Nacional de Veneçuela.

Avui dia una de les primeres, més antigues i més importants institucions dedicades a la formació de músics professionals a Veneçuela, porta amb honor el seu nom, com per exemple el Conservatori Nacional de Música Juan José Landaeta, el qual ha donat al llarg de la seva història figures com la pianista Beatriz Lockhart (1944-2015).

## Controversia
Amb aquest compositor hi ha altres problemes biogràfics, un és el referent al lloc i la data de la seva mort; algunes teories ho donen com a víctima, amb esposa i fill, del catastròfic terratrèmol de Caracas del 26 de març de 1812; però el musicòleg veneçolà J. B. Plaza (1943) ho va desmentir, així com la llegenda que el seu pare va salvar entre les runes, instruments musicals i partitures. La seva mort passaria, casualment, uns pocs dies abans, o després, del terratrèmol (d'aquí la conjectura sobre la seva mort en març de 1812; alguns ho donen com afusellat a l'anomenada sopar sagnant de Cumaná, ocorreguda el 16 de octubre de 1814, també desmentit per altres.